# Lill-Trehörningen, Norrbotten
Lill-Trehörningen är en sjö i Bodens kommun i Norrbotten och ingår i Altersundets huvudavrinningsområde.